# Rhaphium antennatum
Rhaphium antennatum är en tvåvingeart som först beskrevs av Carlier 1835.  Rhaphium antennatum ingår i släktet Rhaphium och familjen styltflugor. Inga underarter finns listade i Catalogue of Life.